# Badminton bei den ASEAN School Games
Badminton ist bei den ASEAN School Games seit der ersten Austragung der Spiele im Programm. Mit den südostasiatischen Top-Badminton-Nationen Indonesien, Malaysia, Thailand oder Singapur sind die Spiele oft erster internationaler Auftrittsort für die künftigen Stars im Badminton.

## Austragung
| Austragung | Jahr | Ort                 | Land        | Beginn       | Ende         |
| ---------- | ---- | ------------------- | ----------- | ------------ | ------------ |
| I          | 2009 | Suphan Buri         | Thailand    | 20. Juli     | 29. Juli     |
| II         | 2010 | Kuala Lumpur        | Malaysia    | 12. Juli     | 22. Juli     |
| III        | 2011 | Singapur            | Singapur    | 30. Juni     | 8. Juli      |
| IV         | 2012 | Surabaya            | Indonesien  | 28. Juni     | 6. Juli      |
| V          | 2013 | Hanoi               | Vietnam     | 22. Juni     | 30. Juni     |
| VI         | 2014 | Marikina            | Philippinen | 29. November | 7. Dezember  |
| VII        | 2015 | Bandar Seri Begawan | Brunei      | 21. November | 29. November |
| VIII       | 2016 | Chiang Mai          | Thailand    | 21. Juli     | 29. Juli     |
| IX         | 2017 | Singapur            | Singapur    | 13. Juli     | 21. Juli     |
| X          | 2018 | Kuala Lumpur        | Malaysia    | 19. Juli     | 27. Juli     |
| XI         | 2019 | Semarang            | Indonesien  | 17. Juli     | 25. Juli     |
| XII        | 2023 | Dumaguete City      | Philippinen |              |              |
| XIII       | 2024 | Đà Nẵng             | Vietnam     | 31. Mai      | 7. Juni      |

## Sieger
| Saison    | Herreneinzel               | Dameneinzel              | Herrendoppel                                    | Damendoppel                               | Mixed                                                  |
| --------- | -------------------------- | ------------------------ | ----------------------------------------------- | ----------------------------------------- | ------------------------------------------------------ |
| 2009 2011 | keine Daten                | keine Daten              | keine Daten                                     | keine Daten                               | keine Daten                                            |
| 2012      | Soo Teck Zhi               | Natnicha Benjapanyanukul | Woon Man Chun Mohammad Amzzar Zainudin          | Sukanya Naruepunnard Phataimas Muenwong   | Terry Hee Citra Putri Sari Dewi                        |
| 2013      | keine Daten                | keine Daten              | keine Daten                                     | keine Daten                               | keine Daten                                            |
| 2014      | R. Sathiestharan           | Lee Ying Ying            | Đỗ Tuấn Đức Phạm Hồng Nam                       | Goh Jin Wei Yap Yee                       | Soh Wooi Yik Thinaah Muralitharan                      |
| 2015      | Ramdhani Muhammad Zulkifli | Goh Jin Wei              | Ooi Zi Heng Soh Wooi Yik                        | Merisa Cindy Sahputri Nisak Puji Lestari  | Bagas Maulana Merisa Cindy Sahputri                    |
| 2016      | Leong Jun Hao              | Chasinee Korepap         | Emanuel Randhy Febryto Alfandy Rizki Kasturo    | Dianita Saraswati Monika Insani           | Amri Syahnawi Marisa Vania Liske Teneh                 |
| 2017      | Nur Yahya Ady Velani       | Goh Jin Wei              | Chang Yee Jun Ng Eng Cheong                     | Toh Ee Wei Pearly Tan                     | Ng Eng Cheong Toh Ee Wei                               |
| 2018      | Nur Yahya Adi Felani       | Aisha Galuh Maheswari    | Ooi Jhy Dar Yap Roy King                        | Aldira Rizki Putri Ayu Gary Luma Maharani | Yap Roy King Gan Jing Er                               |
| 2019      | Tegar Sulistyo             | Aisyah Sativa Fatetani   | Asghar Herfanda Rian Cannavaro                  | Jesita Putri Miantoro Silvia Ratih        | Teges Satriaji Hutomo Lanny Tria Mayasari              |
| 2024      | Adriel Ferdinand Leonardo  | Dania Sofea Binti Zaidi  | Ali Faathir Rayhan Zenno Bayu Adjie Putra Mulia | Thailand Thailand                         | Datu Anif Isaac Bin Datu Asrah Dania Sofea Binti Zaidi |